# ثقافة الشاي الهندية

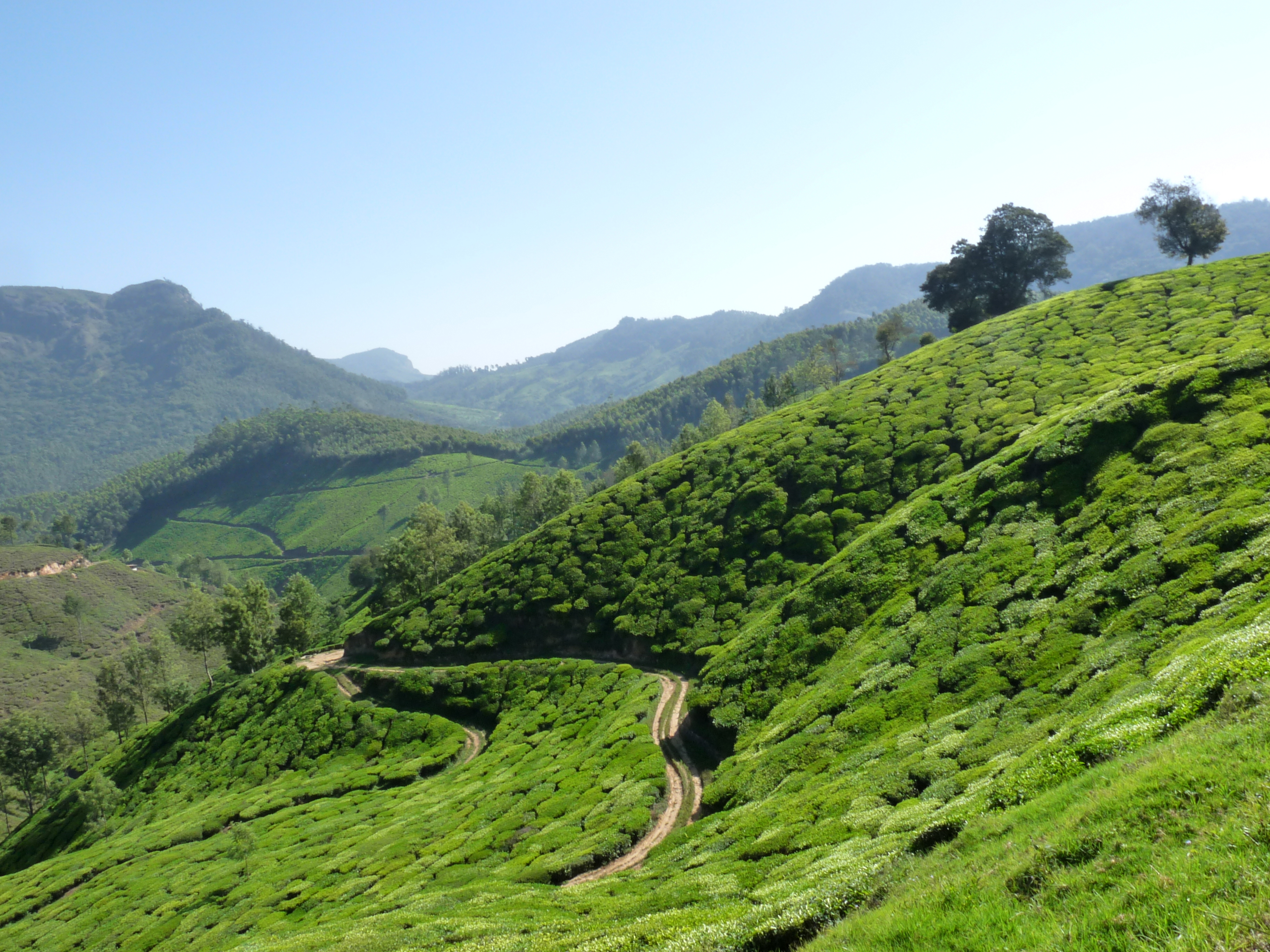
حديقة الشاي على طريق تيرور

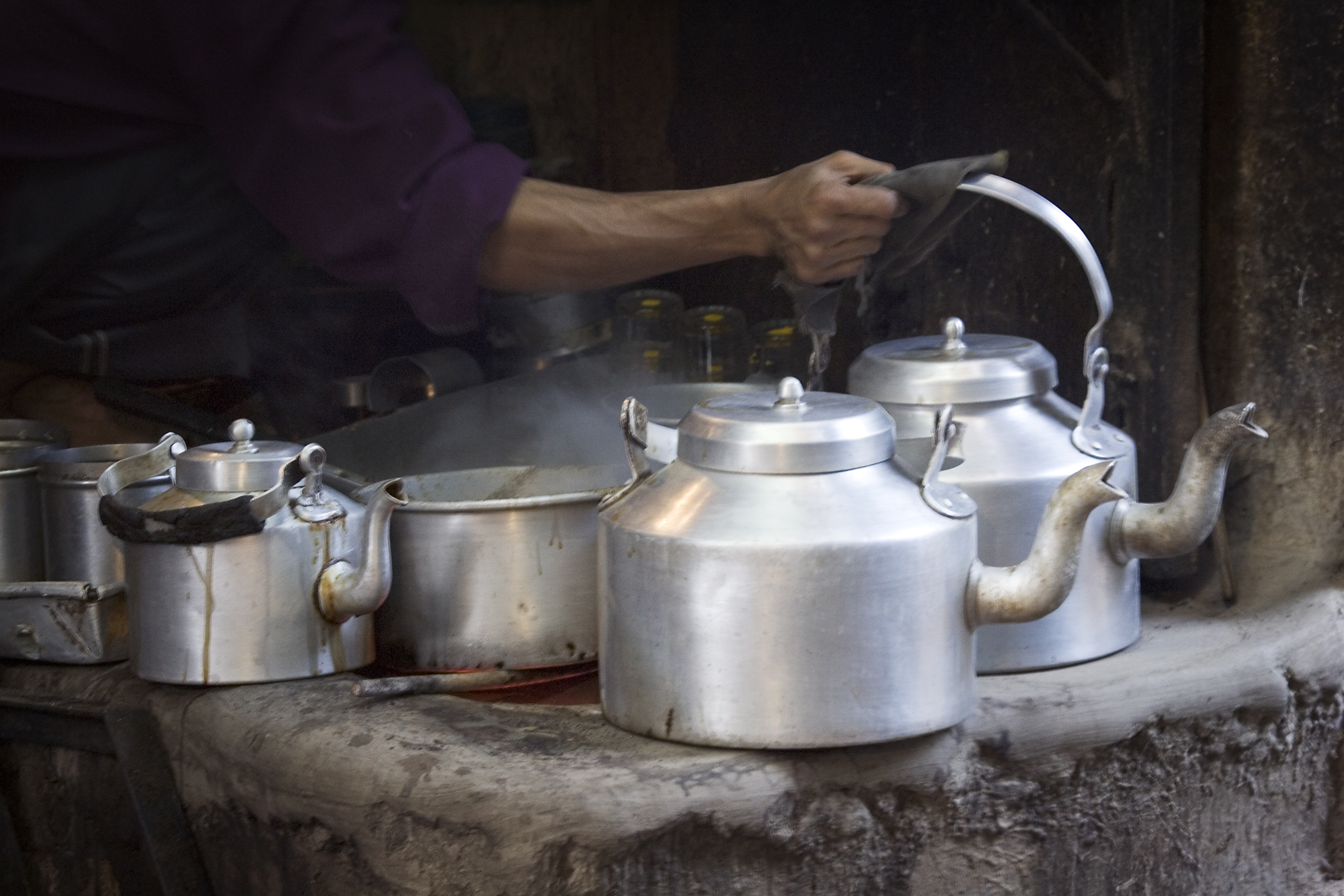
شاي المسالا في أباريق أحد الباعة المتجولين, الهند. منذ آلاف السنين. لم يبدأ إنتاج الشاي في الهند إلا بعد وصول الشركة الهندية الشرقية البريطانية, حيث تم تحويل مساحات كبيرة من الأراضي للإنتاج الشامل للشاي.

تعد الهند ثاني أكبر مُنتِج للشاي في العالم بعد الصين، بما في ذلك شاي الشهير وشاي دارجيلنغ. وفقاً لنائب رئيس لجنة التخطيط، مونتك سينغ أهلواليا، هناك خطط للاعتراف رسمياً بالشاي كمشروب وطني في 2013 . كما يعتبر الشاي مشروب رسمي في ولاية أسام الهندية. ووفقاً لتقرير أسوشام الصادر في ديسمبر كانون الأول 2011, أن الهند والتي تعتبر المستهلك الأكبر للشاي في العالم تستهلك ما يقارب 30% من الإنتاج العالمي. وبغض النظر عن الاستهلاك، فالهند أيضاً أكبر مصدر للشاي بعد الصين.
وقد أدت ممارسة الأيورفيدا إلى تقليد طويل الأمد لشاي الأعشاب. وقد استخدمت مطابخ الهند التقليدية منذ فترة طويلة الفوائد الطبية الموجودة في النباتات والتوابل المختلفة كالريحان المقدس (تولسي), والهال (إليتشي), والفلفل الأسود (كالي ميرش), وعرق السوس (ميوليثي), والنعناع (بودينا), وما إلى ذلك، وكان الشاي قديماً يُحضَّر عبر أوراق هذه النباتات أو التوابل لعدة قرون كدواء للأمراض التي تتراوح بين الخطيرة والعرضية. والشاي كذلك يخلط مع هذه الأعشاب التقليدية. يساعد طعم الشاي (المحلى مع الحليب) في إخفاء النكهات الأقوى والأكثر مرارةً في بعض الإضافات الطبية، في حين أن بعضها تكون لطيفة كإضافة الهال والزنجبيل التي تعطي نكهة محبوبة وعطرية للشاي بالإضافة إلى فوائدها الطبية.
وُثِّق استهلاك الشاي في الهند لأول مرة بشكلٍ واضح في رامايانا (750-500 قبل الميلاد). وفي الألف سنة التالية، ضاع توثيق الشاي في الهند في التاريخ. تظهر السجلات خلال القرن الأول الميلادي مع قصص الراهبين البوذيين بودهيدهرما وقان لو، وعلاقتهما بالشاي. تظهر الأبحاث أن الشاي أصلا من شرق وشمال الهند، وكان يزرع ويستهلك هناك. واليوم، أصبحت الهند أحد أكبر منتجي الشاي في العالم، يستهلك منه 70% داخل الهند نفسها. هناك عدد من أنواع الشاي المعروفة كشاي أسام وشاي دارجيلنغ، لا تنمو إلا في الهند. نمت صناعة الشاي في الهند لتملك العديد من العلامات التجارية العالمية، وتطورت حتى أصبحت أكثر صناعات الشاي تجهيزاً من حيث المعدات والتقنية المستخدمة في العالم. يتم التحكم في إنتاج الشاي، وإصدار الشهادات، وتصديره، وجميع الجوانب الأخرى من قبل مجلس الشاي في الهند. 
الهند القديمة
تبدو أصول زراعة الشاي في الهند غامضة إلى حد ما. بالرغم أن مدى انتشار الشاي في تاريخ الهند غير معروف، لكن من المعروف ان نبات الشاي كان نباتاً برياً في الهند وكان يخمره السكان المحليين في منلطق مختلفة. ولكن لا توجد وثائق حقيقية عن تاريخ شرب الشاي في شبه القارة الهندية لفترة ما قبل الاستعمار. كل ما يمكن هو التكهن فقط بأن أوراق الشاي كانت تستخدم على نطاق واسع في الهند القديمة نظراً لانها من النباتات الأصيلة في بعض أجزاء الهند. قبيلتا سينغفو وخامتي -سكان المناطق التي ينمو فيها نبات الكاميليا الصينية باعتباره نباتاً أصيلا- كانتا تستهلكان الشاي منذ القرن الثاني عشر الميلادي. ومن المحتمل أن الشاي قد استُخدِم لكن تحت مسمىً أخر. فريدريك ر. داناوا، يين مقال «الشاي على طريقة سوما»، [6] يناقش بأن تاريخ استهلاك الشاي يشير أيضا نحو الصين. للتفاصيل انظر: تاريخ الشاي في الصين.

## الاستكشاف الهولندي
يعود المرجع المسجل التالي للشاي في الهند بعد القرن الثاني عشر إلى 1598, عندما أشار مسافر هولندي اسمه يان هيغن فان لينسخوتن في كتاب إلى أن أوراق نبات الشاي في أسام كانت يستخدمها الهنود كخضروات، تؤكل مع الثوم والزيت كمشروب. [7] [8] 
في نفس السنة، سجلت مجموعة مستكشفين هولنديين مرجعاً آخر لتاريخ الشاي في الهند[.9]

## الاستطلاعات البريطانية المبكرة
وفي كتاب نشر عام 1877 لصمويل بيلدون ونشره دبليو نيومان وشركاه في كلكتا، كتب بيلدون:«كان يتناقش مجموعة من التجار في كلكتا عن إمكانية استيراد بذور صينية لتنمو وتزدهر في أسام، حينها كان أحد السكان الأصليين من من تلك المقاطعة حاضراً ورأى بعضاً من الشاي فقال:(تنمو هذه النبتة بكثرة في غاباتنا». ثم بعد ذلك تم توثيق أن شعب أسام منهم نوبلمان، ومانيرام دوتا باروا (المعروف أيضاً بـمانيرام ديوان) أظهروا للمساحين البريطانيين على الحقول الموجودة المستخدمة لزراعة الشاي ونباتات الشاي البري التي تنمو في الغابات الأسامية.

## شركة الهند الشرقية

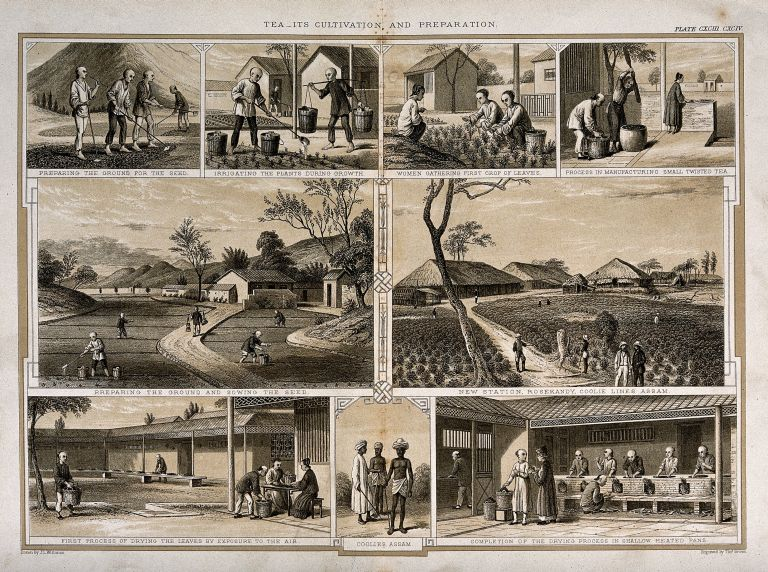
1850, صورة لعملية زراعة الشاي في أسام, الهند.

في مطلع عشرينيات القرن الثامن عشر، بدأت شركة الهند الشرقية البريطانية بإنتاج الشاي على نطاق واسع في أسام، الهند، بأنواع عديدة تقليدية أعدتها قبيلة سينغفو. وفي 1826, تولت الشركة الهندية البريطانية المنطقة من ملوك أهوم عبر معاهدة ياندبو. في 1837 أنشئت أول حديقة شاي إنجليزية في تشابوا في أعالي أسام؛ وفي 1840 بدات شركة شاي أسام في الإنتاج التجاري في المنطقة، ويديرها العمال المستأجرين من السكان المحليين. في مطلع خمسينيات القرن الثامن عشر، توسعت صناعة الشاي بسرعة كبيرة مستهلكةً مساحات شاسعة من الأرض لزراعة الشاي. ومع بداية القرن العشرين، أصبحت أسام أكثر المناطق إنتاجاً 
الكاميليا الصينية البلدية، لكن بدأت صناعة الشاي بزراعة 42,000 شتلة من أصل 80,000 قادمة من الصين – زرعت 2000 منها في مناطق التلال في جنوب الهند، و 20,000 في كل مناطق التل في 
كتب ويزبرجر وكومر في تاريخ عالم كامبردج للأغذية (كيبل وأورنيلاس:715-716): <}0{>بدأت زراعة الشاي هناك –في الهند- في القرن التاسع عشر بواسطة البريطانيين. ومع ذلك قد تسارعت حتى أن الهند اليوم تعد المنتِج الرئيسي في العالم، فهي تنتج 715000 طن متقدمةً على الصين التي تنتج 540000 طن، وبالطبع فإن شاي أسام وسيلان (يأتي من الجزيرة المعروفة باسم سريلانكا) وشاي دارجيلنغ هم الأشهر في العالم.

## الإنتاج الحديث للشاي في الهند
لطالما كانت الهند هي المنتج الأكبر للشاي في العالم لما يقارب القرن، لكن الصين تقدمت مؤخراً كأكبر منتج للشاي بسبب توافر الأراضي. [12] وقد حصلت شركات الشاي الهندية على عدد من الشركات الأجنبية الشهيرة مثل العلامات التجارية البريطانية تيتلي وتيفو. [12] تعد الهند أيضاً أكببر دولة تستهلك الشاي في العالم. [12] وبالرغم من ذلك، فإن معدل استهلاك الفرد للشاي في الهند لا يزال متواضعاً عند 750 غراماً للفرد سنوياً، يعود ذلك لعدد السكان الكبير ومستويات الفقر العالية. [12] بلغ إجمالي مبيعات الشاي في الهند 19,500 مليون روبية في 2011 ومن المتوقع أن يصل 33,000 مليون روبية في 2015 وفقاً لتقرير أسوشام الصادر في 2011. [13] ينص التقرير نفسه على أن 90 من مجموع الأسر الهندية يشربون الشاي بانتظام. وذكر أن الأسباب تعود لأن الشاي رخيص ويسهل الحصول عليه ويسبب الإدمان. ومع ذلك، فإن استهلاك الفرد السنوي للشاي في الهند قُدِّر بنحو 0.52 كجم في 2009. 
كتب ويزبرجر وكومر في تاريخ عالم كامبردج للأغذية (كيبل وأورنيلاس:715-716): 
بشكل عام وبالرغم من أن الهند تقود العالم في تقنية الشاي، والاساليب المستخدمة لجني المحاصيل تختلف حسب نوع الشاي والتضاريس. إلا أنه يتم تقطيع الشاي الناعم باليد، وتستخدم مقصات اليدوية على المنحدرات الجبلية وفي المناطق الأخرى حيث لا يمكن للآلات المركبة على جرار أن تصعد. فيمكن للعامل المحترف جني ما بين 60 إلى 100 كجم في اليوم بالمقصات اليدوية، بينما تقطع الآلات ما بين 1000 إلى 2000 كجم. فالآلات تستعمل غالبا مع الشاي ذي الدرجة المنخفضة الذي يصنع عادةً في أكياس. ويستخدم زغب الشاي والشاي الرديء في إنتاج الكافيين للمشروبات الغازية والأدوية.

## استهلاك الشاي في الهند

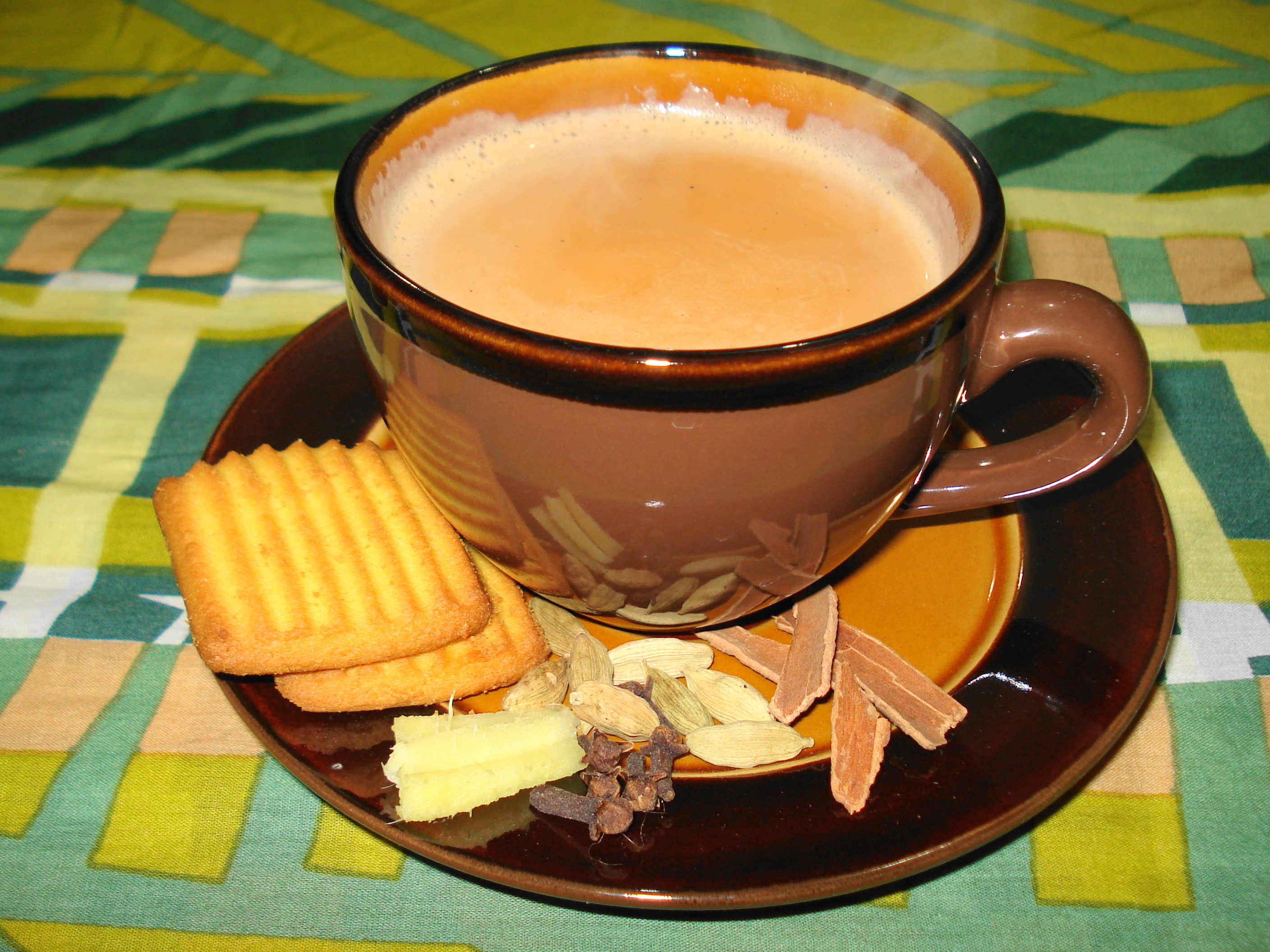
أشهر طريقة لتناول الشاي في الهند, شاي مسالا. وقُدِّم التقليد البريطاني لشرب الشاي مع القليل من الحليب والسكر جنباً إلى جنب مع العينات.

يصنع الشاي في داخل المنزل وخارجه. حيث يكون الشاي خارج المنزل أكثر شيوعاً أو توفراً لدى أكشاك الشاي المتواجدة في كل مكان وفي كل نقطة من شوارع الهند تقريباً. أصبحت أكشاك الشاي جزءاً من المشهد الحضاري والثقافي، حتى أنه يحتفل به كما في المعرض الفني الأخير بعنوان «تشايوالا وقصص أخرى» بواسطة الفنان فيجاي غيل. تشايوالا هي الكلمة الهندية التي تطلق على الرجل الذي يدير كشك شاي. عبارة «تشاي-باني» تعني حرفياً الشاي والماء وتستخدم للترحيب بالضيوف في البيوت الهندية.
وفقاً للمؤرخ ليتزي كولينجهام، فطعم الشاي في الهند قد تطور بشكل كبير من جانب منتجي الشاي بعد ان اكتسب الشاي في الهند زخماً شديداً. في البداية، تم تقديم عينات مجانية من الشاي من عربات تجرها الخيول تابعة لشركات مختلفة. في وقت مبكر من عام 1907، بروك بوند، وهي شركة شاي إنجليزية بدأت تجريب توزيع عينات الشاي في أسطول من العربات تجرها الخيول للتوزيع. 
على عكس كوب الشاي البريطاني، لا يتم تقديم الشاي في الهند في مجموعة حيث تكون الأوراق منقوعة ومنفصلة. عادة، يتم استهلاك الشاي في الهند مع كل من الحليب والسكر ولكن أوراق الشاي ليست محضرة بشكل منفصل عبر نقعها. بدلا من ذلك، يتم غلي أوراق الشاي جنبا إلى جنب مع الإضافات ثم يغلي مرة أخرى بعد إضافة الحليب والسكر. أحياناً تستخدم أوراق الشاي نفسها لإضفاء نكهة فقط. في كثير من أنحاء البلاد، يعد أكثر أنواع الشاي تميزاً هو مغلي أوراق الشاي في الحليب.
هناك العديد من الاختلافات الشعبية الأخرى المعتمدة على الانتماءات الإقليمية والثقافية. بشكل عام، فشاربي الشاي في الهند يشربون الشاي بالحليب. كما أن هناك العديد من الاختلافات الشعبية الأخرى التي تعتمد على الانتماءات الإقليمية والثقافية. فمشروبات الشاي الشعبية في ولاية أسام هي شاي ساه، ورونغا ساه (الشاي الأحمر بدون الحليب) وغاخير ساه (شاي الحليب), ويطلق عليه تشا في بنغال الغربية وبنغلادش. وعند المتحدثين بالهندية في شمال الهند فيعد شاي مسالا وشاي كداك (وهي سمة من سمات المجتمع الجبلي في شمال الهند، فالشاي ينقع بشكل قوي حتى يصل تقريباً لدرجة المرارة), وشاي مالاي مار كه (حيث توضع ملعقة كبيرة من البوظة كاملة الدسم في الشاي), كل ذلك من الاختلافات الشعبية.

## معرض ثقافة الشاي الهندية

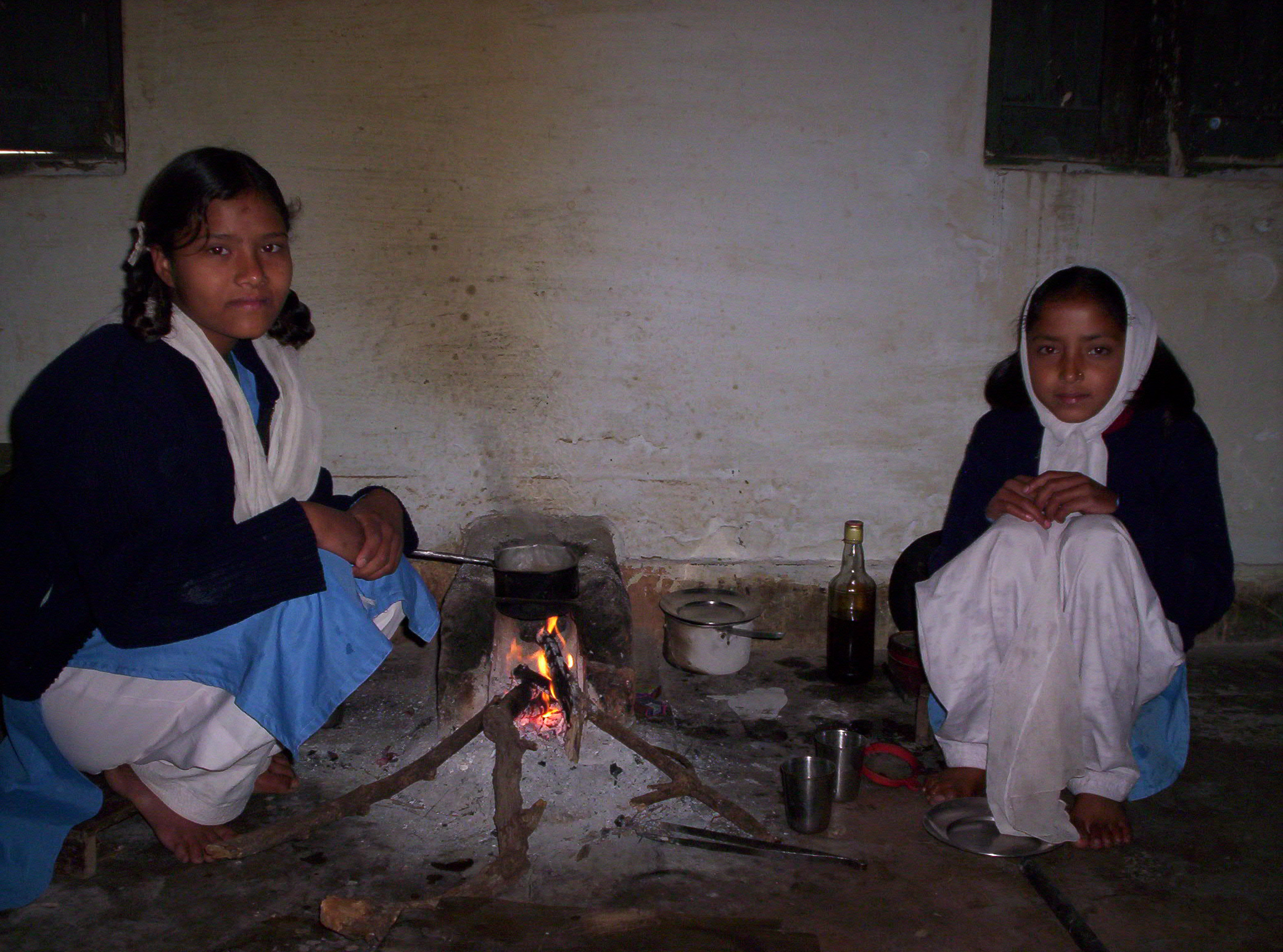
طالبات هنديات بلباس المدرسة يصنعون الشاي على نار مفتوحة.

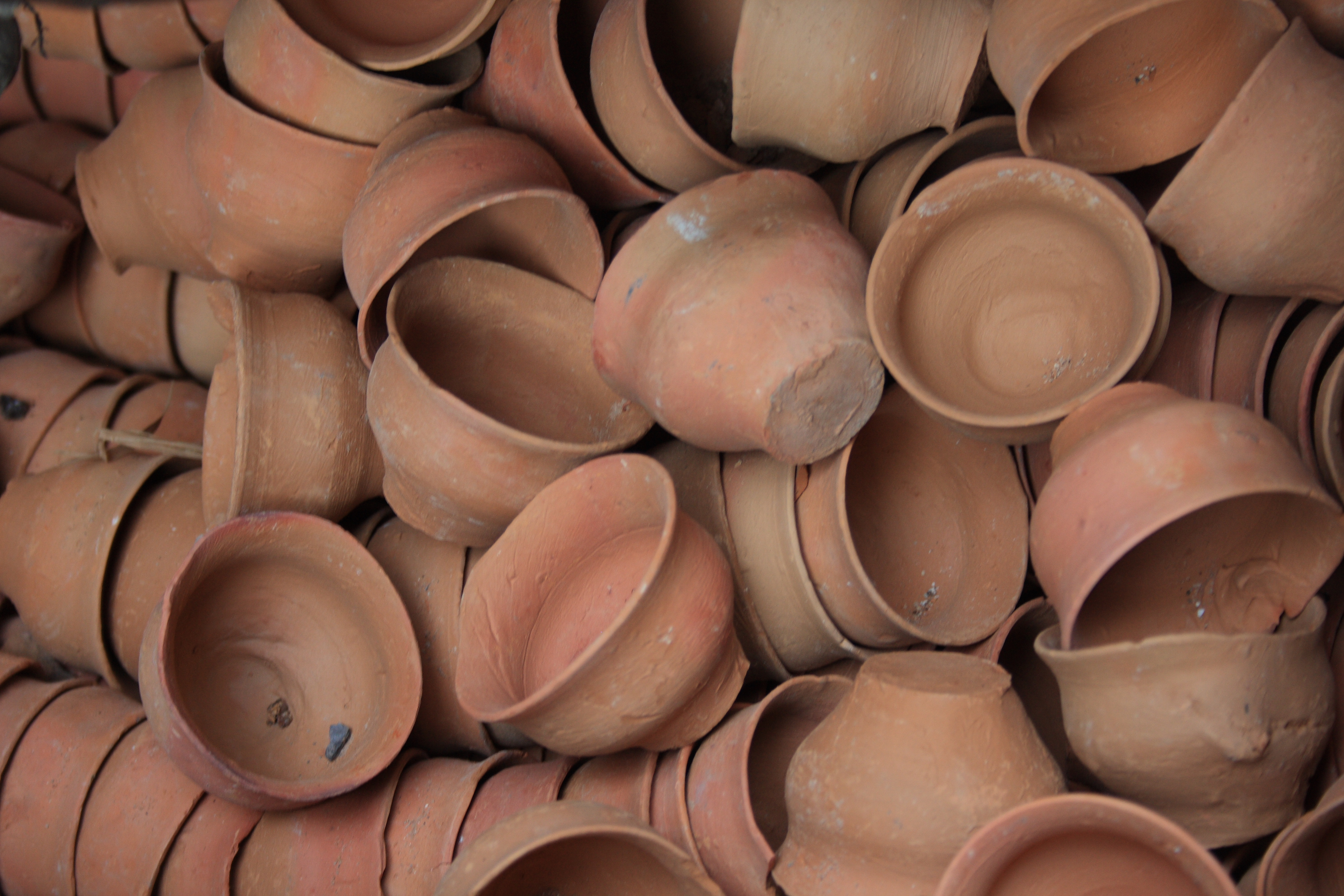
بعض البائعين يستخدم فناجين الطين الأحمر الهندي، غير المزجج.

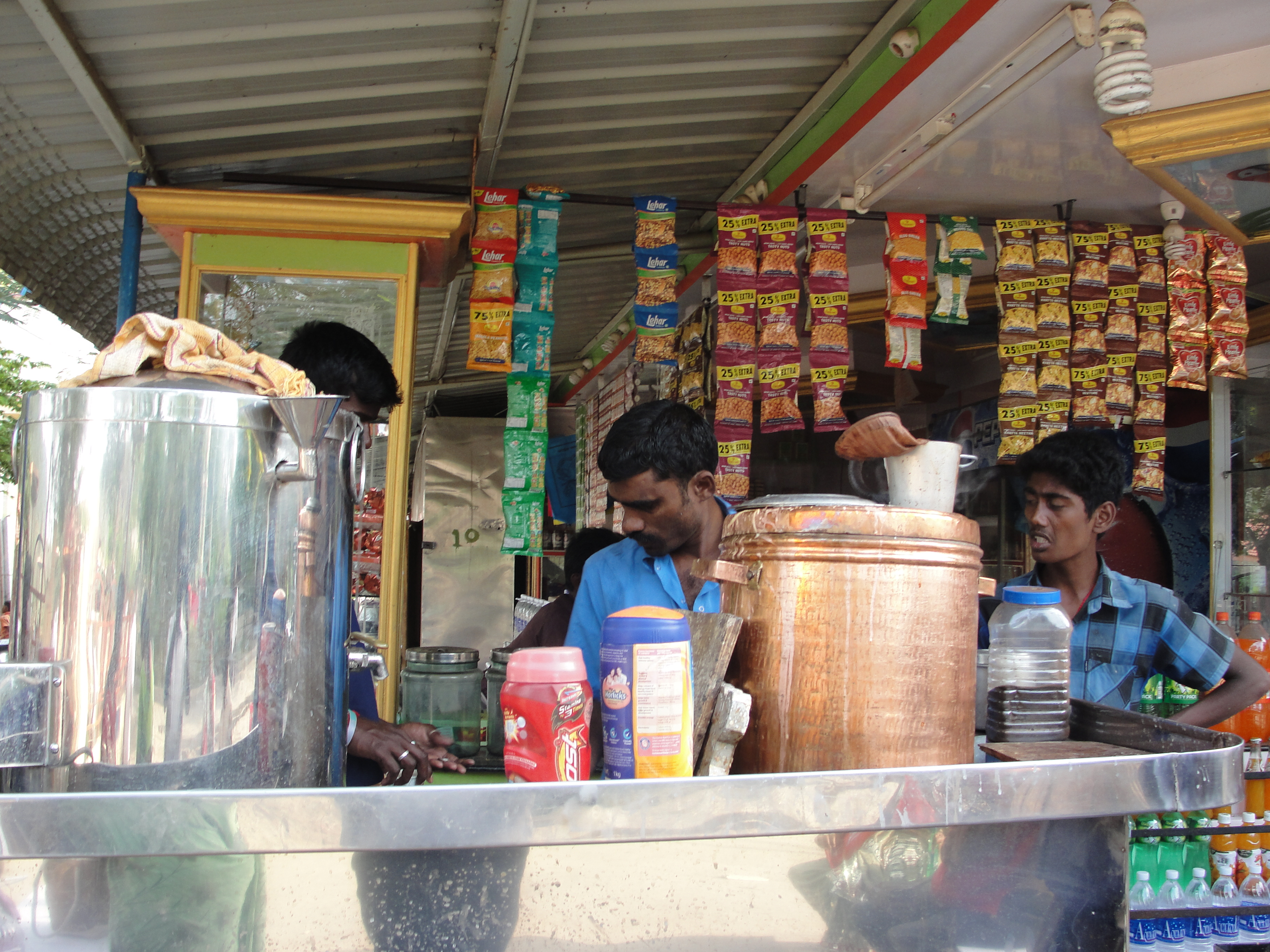
كشك شاي في هوكنكال, حي دارمابوري, تاميل نادو.

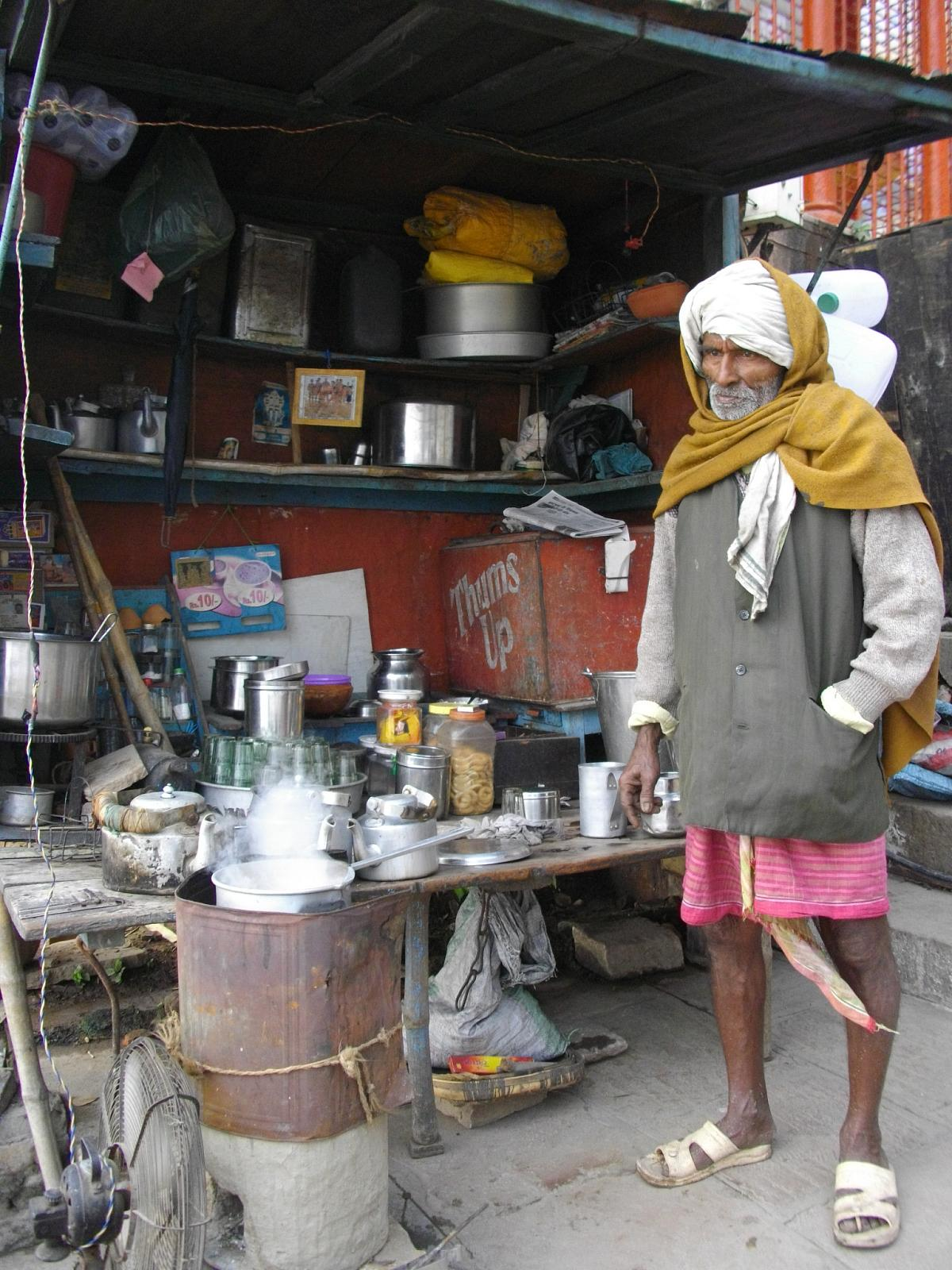
تشايوالا في كشك في فارانسي, وعاء الشاي على الموقد, وطبق مليء بالكؤوس الزجاجية النظيفة واضحة على الطاولة في الخلفية.

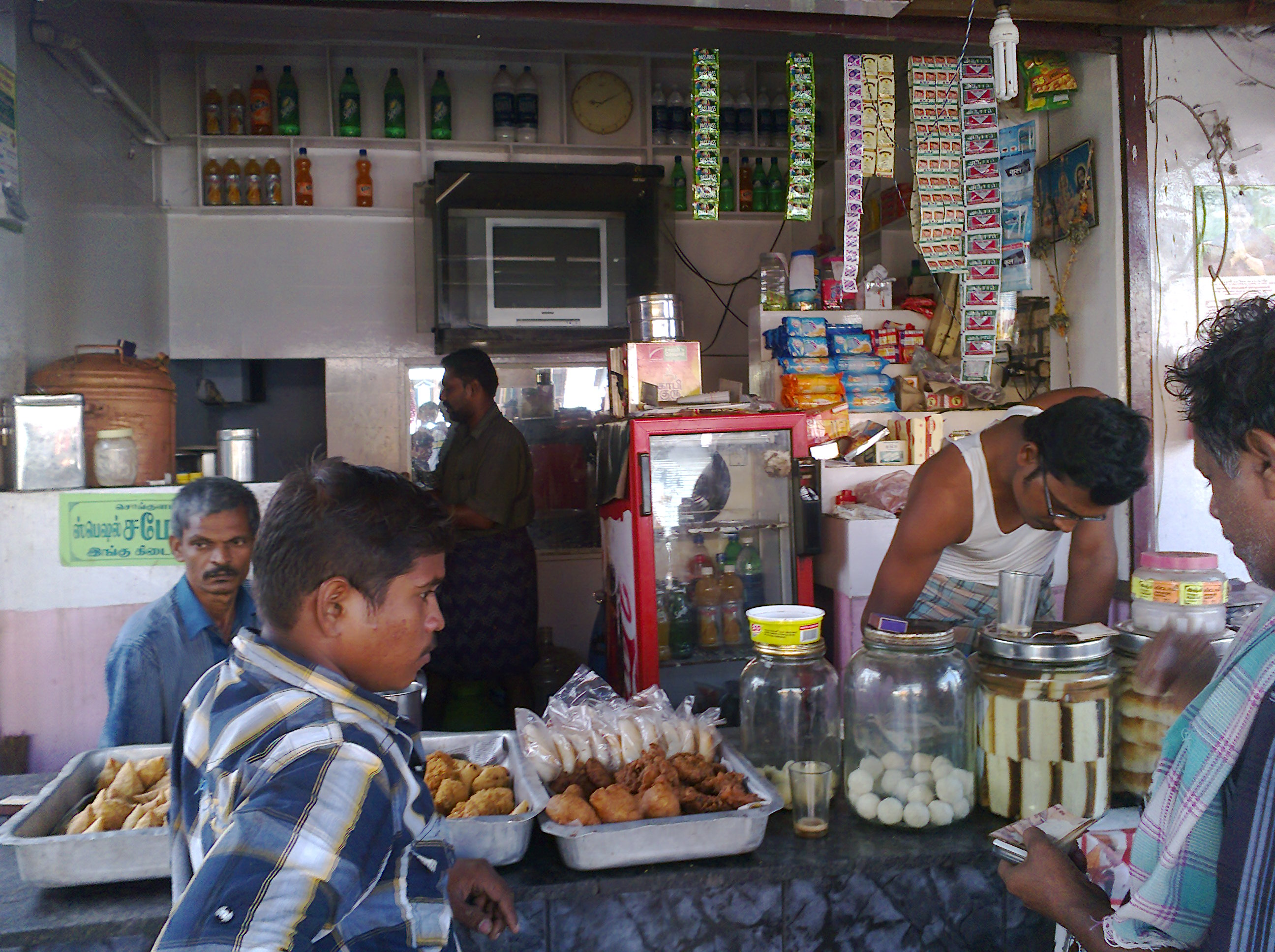
مقهى للشاي هندي يقدم مجموعة متنوعة من الوجبات الخفيفة الطازجة.